# Tjockare än vatten (TV-serie)
Tjockare än vatten är en svensk-finländsk dramaserie skapad av Henrik Jansson-Schweizer. Den första säsongen innehåller tio avsnitt och det första avsnittet visades den 27 januari 2014 på SVT1. Säsong två hade premiär den 17 oktober 2016 och består också av tio avsnitt. Den tredje säsongen har sju avsnitt och började visas den 20 mars 2020 på Viaplay. Serien är framförallt inspelad på Åland.

## Handling
Syskonen Lasse, Jonna och Oskar återförenas på familjens pensionat på Åland efter att inte ha haft kontakt med varandra på flera år sedan deras mamma Anna-Lisa bett dem komma. Lasse och Jonna har sedan länge lämnat Åland och flyttat till Sverige medan Oskar stannat kvar och drivit pensionatet tillsammans med Anna-Lisa. När Anna-Lisa hittas död efter att ha begått självmord visar det sig att hon i sitt testamente har uppgett en sista vilja som för alltid kommer att förändra syskonen Waldemars liv och deras förhållande till varandra. Återkomsten hem blir snart fylld av konflikter när gamla minnen, hemligheter och oförrätter i familjens historia kommer upp till ytan.

## Rollista (i urval)
- Joel Spira – Oskar Waldemar
- Björn Bengtsson – Lasse Waldemar
- Aliette Opheim – Jonna Waldemar
- Stina Ekblad – Anna-Lisa Waldemar
- Fredrik Hammar – Mauritz Waldemar
- Jessica Grabowsky – Liv Waldemar
- Saga Sarkola – Cecilia Waldemar
- Molly Nutley – Kim Waldemar
- Donald Högberg – Konrad Waldemar
- Torkel Petersson – Manne Wahlström
- Johanna Ringbom – Mildred Pahkinen
- Tobias Zilliacus – Mikael Rosén
- Charlie Petersson – Vincent Högberg
- Tanja Lorentzon – Prästen Petra
- Henrik Norlén – Bjarne
- Thomas Hedengran – Tommy Fasth
- Göran Forsmark – Regissören
- Tova Magnusson – Rakel Ohlson
- Stefan Sauk – Björn Lehman
- Alfons Röblom – Henrik Ölmqvist
- Samuli Vauramo – Wille Ek